# Aljoša Jurinić
 Aljoša Jurinić  (ur. 2 czerwca 1989 w Zagrzebiu) – chorwacki pianista, zwycięzca wielu konkursów pianistycznych, finalista XVII Międzynarodowego Konkursu Pianistycznego im. Fryderyka Chopina w Warszawie.

## Życiorys

### Edukacja muzyczna
Urodził się 2 czerwca 1989 r. w Zagrzebiu. Muzyką zainteresował się mając 7 lat i rozpoczął naukę gry na fortepianie w wieku 8 lat. Ukończył Szkołę Muzyczną Pavla Markovac w Zagrzebiu w klasie prof. Jasne Reba. W latach 2007–2009 studiował w Akademii Muzycznej w Zagrzebiu i ukończył ją w klasie prof. Rubena Dalibaltayana. W latach 2009–2011 studiował w Uniwersytecie Muzycznym w Wiedniu w klasie prof. Noel Flores. W latach 2011−2014 studiował w Scuola di Musica w Fiesole w klasie prof. Eliso Virsaladze, a obecnie przygotowuje dyplom koncertowy w Hochschule für Musik Franza Liszta w Weimarze pod kierunkiem prof. Grigorija Gruzmana.

### Sukcesy pianistyczne
Nagradzany wielokrotnie na krajowych i międzynarodowych konkursach dla młodych pianistów. Jest zdobywcą pierwszych nagród w konkursach krajowych w Chorwacji w latach 2001 i 2003, jak również w konkursach międzynarodowych:  Gorizia (Włochy, 2001), Wiedeń (2002), Zagrzeb (Zlatko Grgošević: 2000, 2002 i 2006; Etide i skale 2004), Rijeka (2007) oraz Osijek (EPTA 2007). Otrzymał wszystkie nagrody dla młodych muzyków w Chorwacji: Ivo Vuljević (2010), Ferdo Livadić (2013) i Darko Lukić (2015). Został też ogłoszony przez chorwacką gazetę Nacional młodym pianistą o nadzwyczajnie wysokich umiejętnościach. Pianista jest:
- Finalistą Międzynarodowego Konkursu Chopinowskiego w Darmstadt w 2009 r.
- Zwycięzcą  międzynarodowego Euroregione w Udine w 2009 r.
- Zwycięzcą Międzynarodowego Konkursu Pianistycznego 9th Grand Prix of Piano Mendelssohn w Taurisano we Włoszech w 2009 r.

Zdobył Grand Prix we wszystkich czterech konkursach zrzeszonych w Fundacji Alink-Argerich, do których przystąpił i tak zostały mu przyznane:
- I nagroda XVI Konkursu im. Roberta Schumanna w Zwickau w 2012 r.
- I Nagroda III edycji Spazio Teatro 89 − Encore! Shury Cherkassky’ego w Mediolanie 2012 r.
- I nagroda w Konkursie im. Luciano Lucianiego w Cosenza we Włoszech w 2014 r.
- I nagroda w Międzynarodowym Konkursie Pianistycznym w Massarosie we Włoszech w 2014 r[3].

W 2012 r. otrzymał Nagrodę dla Najlepszego Muzyka przyznawaną przez Filharmonię w Zagrzebiu.

### XVII Międzynarodowy Konkurs im. Fryderyka Chopina w Warszawie
4 października 2015 r. występował w I etapie XVII Międzynarodowego Konkursu Chopinowskiego w Warszawie z numerem 20 i grał na fortepianie Yamaha takie utwory jak: Nokturn Des-dur op. 27 nr 2, Etiuda gis-moll op. 25 nr 6, Etiuda F-dur op. 10 nr 8, Ballada f-moll op. 52. Zakwalifikował się do II etapu Konkursu Chopinowskiego i  w dniu 9 października 2015 r. wykonywał następujące utwory: Barkarola Fis-dur op. 60, Walc As-dur op. 64 nr 3, Polonez As-dur op. 53, Nokturn Es-dur op. 55 nr 2, Polonez-fantazja As-dur op. 61. Przeszedł do III etapu tego Konkursu i 14 października 2015 r. w jego recitalu znalazły się: Mazurek B-dur op. 17 nr 1, Mazurek e-moll op. 17 nr 2, Mazurek As-dur op. 17 nr 3, Mazurek a-moll op. 17 nr 4,  Sonata h-moll op. 58, Etiuda Es-dur op. 10 nr 11, Etiuda f-moll op. 25 nr 2, Etiuda cis-moll op. 25 nr 7, Etiuda a-moll op. 25 nr 11, Etiuda c-moll op. 25 nr 12. Wykonanie to spotkało się z ogromnym aplauzem publiczności. Znalazł się wśród 10 najlepszych pianistów zakwalifikowanych do finału Konkursu i 18 października 2015 r. w finale wykonał Koncert fortepianowy e-moll op.11 wraz z Orkiestrą Symfoniczną Filharmonii Narodowej pod batutą Jacka Kaspszyka, co spotkało się z ogromnymi owacjami publiczności.
21 października 2015 r. otrzymał wyróżnienie w finale tego Konkursu.

### Koncerty
Począwszy od debiutu w Londynie (2007), występuje z recitalami i koncertuje w wielu krajach, m.in. na festiwalach: „Piano Fortissimo” w Zagrzebiu, „Splitsko Ljeto” w Chorwacji, „Letnich Wieczorach Muzycznych” w Kijowie, „Od Wielkanocy do Wniebowstąpienia” w Tbilisi, Chopinowskim w Nohant, „Serate Musicali” w Mediolanie, „Festival Puccini” w Torre del Lago oraz Letnim Festiwalu Towarzystwa Beethovena w Londynie.
3 lutego 2015 r. wystąpił z recitalem w Carnegie Hall wykonując utwory Fryderyka Chopina.